# Ångdestillation

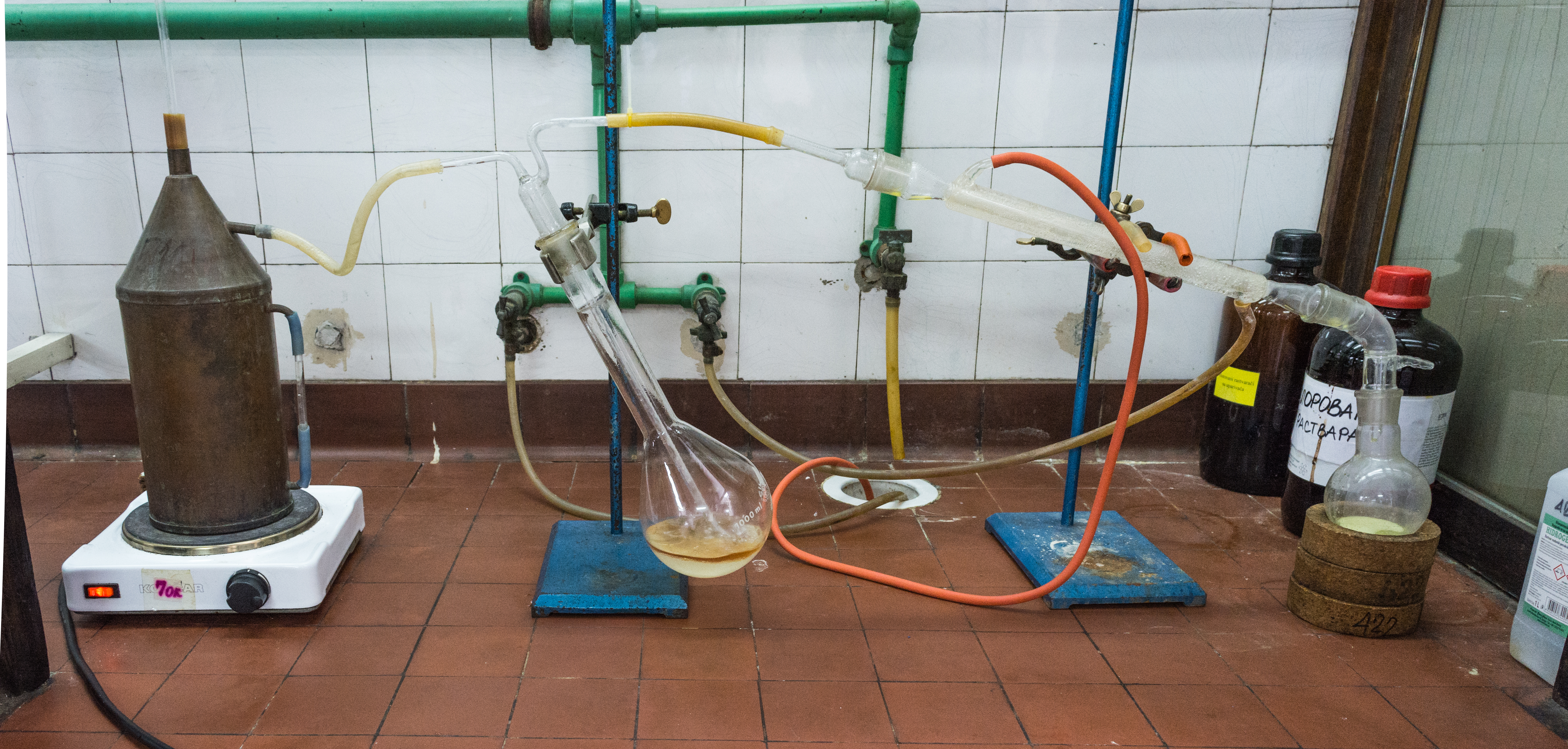
Apparat för ångdestillation.

Ångdestillation (alternativt: ångdestillering) är en metod att skonsamt extrahera olika ämnen från en råvara. Om råvaran är en torr vara, t.ex. smulade, torkade örter, låter man ånga från en kokande vätska under tryck blåsa igenom råvaran. Är råvaran en vätska låter man ångan bubbla igenom vätskan, t.ex. en olja. Vissa ämnen dras med av ångan, som därpå avkyls tills den kondenserar. Två fall föreligger nu:
- Destillatet är en lösning av det man vill ha; återstoden av råvaran blir avfall.
- Man drar ut föroreningar i råvaran; återstoden tas till vara, och destillatet blir avfall.

Ofta används vatten som ångavgivare, men metoden kan i princip användas för vilken vätska som helst. Vid val av vätska får man ta hänsyn till följande:
- Vilken temperatur önskat ämne tål utan att förändras.
- Eventualiteten av kemisk reaktion mellan ångan och den önskade produkten.

Kokpunkten kan sänkas genom att minska trycket i apparaturen. Sänker man trycket under atmosfärstryck (101 325 Pa) och håller temperaturen på en nivå så att kokning äger rum kallar man metoden för vakuumdestillation.
Genom lämplig kombination av olika processparametrar kan man styra arten av de ämnen som extraheras.